# Dwuwymiarowa korelacyjna spektroskopia NMR
Dwuwymiarowa korelacyjna spektroskopia magnetycznego rezonansu jądrowego (2D NMR) – zestaw metod spektroskopii magnetycznego rezonansu jądrowego (NMR), w których sygnał jest funkcją dwóch zmiennych, a nie jednej, jak w przypadku widm jednowymiarowych. Co za tym idzie, piki są widoczne w przestrzeni określonej przez dwie osie częstotliwości. Dwuwymiarowe widma NMR dostarczają więcej informacji: nie tylko o częstościach rezonansowych (przesunięciach chemicznych), ale także o wzajemnych oddziaływaniach. Dlatego są szczególnie przydatne w określaniu struktury cząsteczki, a zwłaszcza wtedy gdy widma jednowymiarowe są zbyt skomplikowane, co uniemożliwia ich łatwą interpretację.
Pierwszy dwuwymiarowy eksperyment, COSY, został zaproponowany w 1971 roku przez Jeana Jeenera (profesora Université Libre de Bruxelles). Eksperyment ten został później wdrożony przez Waltera P. Aue, Enrico Bartholdi i Richarda R. Ernsta, którzy opublikowali swoją pracę w 1976 roku.
Poza korelacyjnymi eksperymentami dwuwymiarowych możemy wyróżnić kilka innych rodzajów dwuwymiarowych eksperymentów NMR, np:
- spektroskopię J-rozdzielczą,
- spektroskopię wymienną (EXSY).

## Podstawowe założenia
Każdy eksperyment NMR składa się z sekwencji impulsów o częstotliwości radiowej (RF). Czas, częstotliwość i moc tych impulsów oraz wielkości odstępów między nimi odróżniają od siebie różne eksperymenty NMR. Prawie wszystkie dwuwymiarowe eksperymenty mają cztery etapy:
1. Blok przygotowania, gdzie układ dochodzi do równowagi termodynamicznej, a następnie jest wytwarzana (przez zestaw impulsów RF) koherencja wybranego jądra;
2. Ewolucja (czas t1), to czas, w którym magnetyzacja jądrowa podlega swobodnej precesji oraz relaksacji;
3. Blok mieszania, w którym koherencja jest przenoszona z początkowo wzbudzonego jądra do kolejnego jądra związanego z poprzednim oddziaływaniem fizycznym (sprzężenie skalarne, sprzężenie dipolowe itp.) przez serię impulsów;
4. Akwizycja (czas t2), w czasie której sygnał swobodnego zaniku indukcji (ang. Free Induction Decay – FID) jest obserwowany w funkcji czasu, w sposób identyczny jak w eksperymencie jednowymiarowym[5].

Powyższy schemat jest wykonywany wielokrotnie, dla różnych czasów ewolucji t1, w wyniku czego mierzony sygnał jest funkcją czasów t1 i t2.
Dwuwymiarowe widmo otrzymujemy z powyższego sygnału poprzez transformację Fouriera wykonaną kolejno dla obu wymiarów. Na osiach widma mamy częstotliwości reprezentujące przesunięcia chemiczne dla dwóch typów jąder, więc widmo przedstawia intensywność dla każdej pary zmiennych częstotliwości. Najczęściej intensywność sygnałów jest pokazywana na widmie za pomocą linii konturowych lub różnych kolorów.

## Homojądrowe metody oparte na korelacji przez wiązania
W tych metodach przeniesienie magnetyzacji zachodzi poprzez sprzężenie skalarne między jądrami tego samego typu połączonych maksymalnie kilkoma wiązaniami.

### COSY (ang.Corelated spectroscopy)

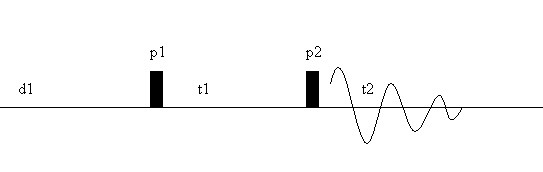
W standardowym COSY okresy przygotowania (p1) i mieszania (p2) składają się z pojedynczego impulsu 90° oddzielonego czasem ewolucji t1, a sygnał rezonansu z próbki jest odczytywany podczas okresu wykrywania w zakresie czasów t2.

Pierwszym i najpopularniejszym dwuwymiarowym eksperymentem NMR jest homojądrowy eksperyment COSY, w którym widoczne są korelacje między dwoma jądrami tego samego rodzaju. Składa się z pojedynczego impulsu RF (p1), po którym następuje określony czas ewolucji (t1), następnie drugi impuls (p2), po którym następuje czas akwizycji (t2).
Dwuwymiarowe widmo, otrzymane z eksperymentu COSY, wzdłuż obu osi ma częstości dla jednego izotopu, najczęściej wodoru (1H). Piki diagonalne (na przekątnej widma) odpowiadają pikom w eksperymencie 1D-NMR, podczas gdy piki pozadiagonalne identyfikują wzajemnie sprzężone pary jąder.
Piki pozadiagonalne powstają w wyniku tzw. transferu magnetyzacji. Pozycja takiego piku będzie zależna od stałych ekranowania jąder, których dotyczy ten pik, więc jedna współrzędna będzie miała wartość przesunięcia chemicznego jednego jądra, a druga współrzędna będzie miała wartość przesunięcia chemicznego drugiego jądra. Każde połączenie daje dwa symetryczne względem przekątnej sygnały pozadiagonalne powyżej i poniżej przekątnej.

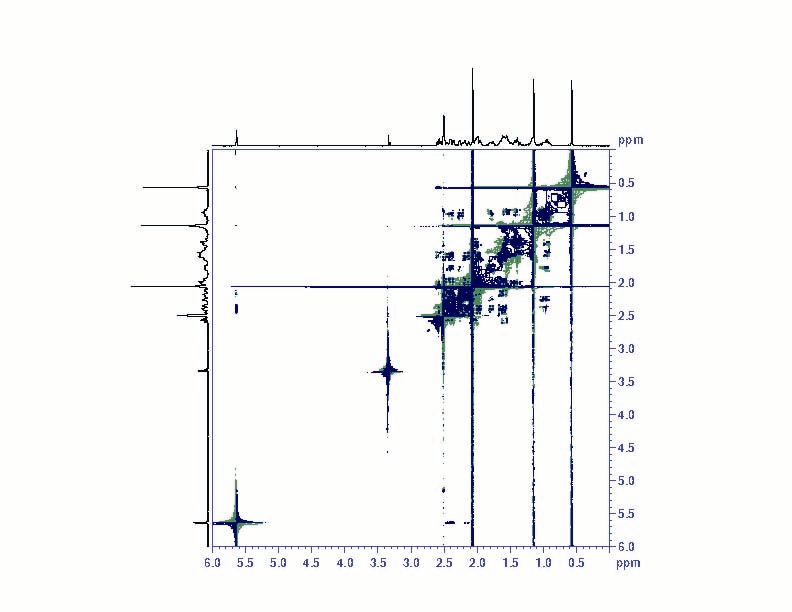
Widmo ^{1}H COSY progesteronu. Widmo, które pojawia się wzdłuż osi poziomej i pionowej, jest regularnym jednowymiarowym widmem ^{1H} NMR. Większość pików pojawia się wzdłuż przekątnej, podczas gdy piki pozadiagonalne pojawiają się symetrycznie powyżej i poniżej przekątnej.

COSY-90 to najczęstszy eksperyment COSY. W COSY-90 impuls p1 obraca magnetyzację jądrową o 90°. Innym typem COSY jest COSY-45. W COSY-45 stosuje się impuls 45° (zamiast impulsu 90°) dla drugiego impulsu, p2. Choć czułość COSY-45 jest mniejsza, to jego zaletą są słabsze piki diagonalne – ułatwia to identyfikację pików w pobliżu przekątnej widma. Dodatkowo, z widma COSY-45 można wyznaczyć względne znaki stałych sprzężenia (patrz sprzężenia skalarne), co nie jest możliwe przy użyciu COSY-90.
Inną techniką typu COSY jest COSY z podwójną filtracją kwantową (DQF). DQF COSY wykorzystuje metodę selekcji koherencji, taką jak cykle fazowe lub impulsowe gradienty pola magnetycznego, które powodują, że tylko sygnały z koherencji dwukwantowej dają obserwowalny sygnał. Powoduje to zmniejszenie intensywności pików diagonalnych i zmianę ich kształtu z szerokiego kształtu „dyspersyjnego” na ostrzejszy kształt „absorpcyjny”. Eliminuje również diagonalne piki, które nie są sprzężone z żadnym innym jądrem. To wszystko upraszcza widmo i jego interpretację.

### TOCSY (ang.Total correlation spectroscopy)

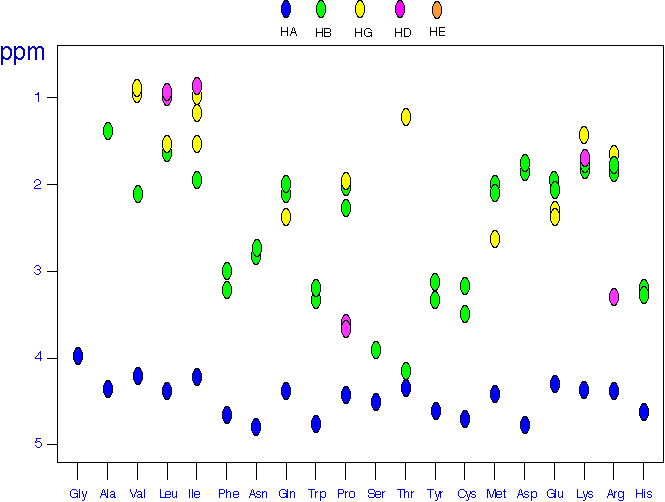
Typowe wartości przesunięć chemicznych aminokwasów białkowych w widmie TOCSY.

Eksperyment TOCSY jest bardzo podobny do eksperymentu COSY – również obserwuje się pozadiagonalne piki sprzężonych protonów, z tą różnica, że są widoczne także sprzężenia z jądrami, które są połączone dłuższym łańcuchem sprzężeń. Dzięki temu ten eksperyment jest przydatny do identyfikacji większych, wzajemnie połączonych sieci sprzężeń spinowych. Zdolność tę uzyskuje się przez wprowadzenie powtarzającej się serii impulsów, które powodują mieszanie izotropowe podczas bloku mieszania. Dłuższe czasy mieszania izotropowego powodują rozchodzenie się polaryzacji poprzez coraz większą liczbę wiązań.
Taki eksperyment jest szczególnie przydatny w przypadku oligosacharydów czy peptydów, gdzie każda reszta cukrowa lub aminokwasowa jest izolowanym układem spinowym.
TOCSY był kiedyś nazywany „homonuklearną spektroskopią Hartmanna – Hahna” (HOHAHA). Przeniesienie polaryzacji metodą Hartmanna-Hahna (CP- ang. Cross-Polarisation) jest podstawową metodą stosowaną w NMR w fazie stałej.

## Heterojądrowe metody oparte na korelacji przez wiązania
Heterojądrowa spektroskopia korelacyjna daje sygnały dzięki sprzężeniom między jądrami dwóch różnych izotopów. Najczęściej tymi jądrami są protony i inne jądra (zwane „heterojądrami”, np. 13C czy 15N). Początkowo rejestrowano widma z detekcją heterojąder HETCOR, ich wadą była niewielka czułość. Dlatego nieco później opracowano eksperymenty z detekcją protonów sprzężonych z heterojądrami, nazywane eksperymentami „odwrotnymi”. Mają one znacznie wyższą czułość jednak problemem w takich eksperymentach jest niska naturalna zawartość większości istotnych heterojąder (np. zawartość jąder 13C jest na poziomie 0,1%, czyli zaledwie co setne jądro wodoru jest sprzężone z jądrem 13C). Z tego powodu konieczne jest efektywne tłumienie niepożądanych sygnałów pochodzących od jąder wodoru niesprzężonych w jądrami węgla (np. połączonych z 12C). W związku z powyższym konieczne jest zastosowanie odpowiednio zaprojektowanych cykli fazowych i/lub impulsowych gradientów pola magnetycznego.
Eksperymenty z detekcją 1H jak HSQC, HMQC i HMBC, są obecnie powszechnie stosowane.

### HSQC (ang.Heteronuclear single-quantum correlation spectroscopy)

Widmo ^{1}H-^{15}N HSQC fragmentu białka NleG3-2. Każdy pik w widmie reprezentuje związaną parę N–H, której dwie współrzędne odpowiadają przesunięciom chemicznym każdego z jąder (H i N). Niektóre piki są oznaczone resztą aminokwasową, od której pochodzi ten sygnał.

Na widmie HSQC są widoczne korelacje między jądrami dwóch różnych rodzajów, połączonych jednym wiązaniem z względnie dużą stałą sprzężenia. Ta metoda daje jeden pik na parę sprzężonych jąder, których dwie współrzędne są przesunięciami chemicznymi dwóch sprzężonych jąder.
Widmo HSQC powstaje w oparciu o przeniesienie magnetyzacji z jądra I (zwykle atomu wodoru) do jądra S (zwykle heteroatomu) za pomocą sekwencji impulsów INEPT. Jądrem I najczęściej jest 1H, ponieważ proton ma większy współczynnik żyromagnetyczny i w efekcie uzyskujemy silniejszy sygnał. Po przeniesieniu magnetyzacji na jądro S, pozwalamy na jego ewolucję, a następnie magnetyzacja jest przenoszona z powrotem do jądra I w celu obserwacji. Dodatkowo impuls 180° dla jąder I w środku czasu ewolucji t1, upraszcza widmo poprzez zamianę multipletów na pojedyncze piki. Niepożądane sygnały izotopomerów (np. 1H-12C) są usuwane przez cykl fazowy polegający na dwukrotnym przeprowadzeniu eksperymentu, z czego jeden eksperyment ma odwróconą fazę jednego impulsu dla jąder S, a potem ich odjęciu. Innym, często używanym równolegle, sposobem selekcji właściwych koherencji jest użycie impulsowych gradientów pola magnetycznego.

### HMBC (ang.Heteronuclear multiple-bond correlation spectroscopy)
Eksperyment HMBC jest dostosowanym do małych stałych sprzężenia wariantem eksperymentu z ewolucją koherencji wielokwantowych. Pozwala wykryć korelacje heterojądrowe w zakresach około 2 – 4 wiązań. Trudność w wykrywaniu korelacji przez wiele wiązań polega na tym, że małe stałe sprzężenia wymagają stosowania odpowiednio długich odstępów między impulsami. Powoduje to osłabienie sygnału wskutek obecności, podobnych co do wielkości, sprzężeń homojądrowych (np. pomiędzy jądrami 1H) w eksperymentach typu HSQC. Sekwencja impulsów HMBC, jest sekwencją typu HMQC, gdzie sprzężenia homojądrowe nie mają znaczenia dla czułości, ale powodują modulacje sygnału i wymagają najczęściej przedstawienia widm w postaci wartości absolutnej. Ponad to w HMBC stosuje się tzw. filtr dolnoprzepustowy, usuwający piki korelacyjne dla korelacji przez jedno wiązanie.

## Metody oparte na korelacji przez przestrzeń
Metody te opierają się na korelacji między jądrami, które są fizycznie blisko siebie, niezależnie od tego, czy istnieje między nimi wiązanie. Wykorzystują jądrowy efekt Overhausera (NOE), w którym dla jąder atomowych (w promieniu do około 5 Å) występuje oddziaływanie dipolowe wpływające na relaksację spinowo-sieciową.

### NOESY (ang.Nuclear Overhauser effect spectroscopy)
Widmo NOESY jest podobne w budowie do widma COSY – mamy piki diagonalne i piki pozadiagonalne, które są ze sobą sprzężone przez przestrzeń, a nie wiązania chemiczne. Intensywność sygnałów korelacyjnych NOESY zależy od odległości międzyjądrowej proporcjonalnie do r−6
Dla małych cząsteczek efekt NOE jest dodatni, a piki korelacyjne mają znak przeciwny do diagonalnych. Dla dużych efekt NOE staje się ujemny i wszystkie piki mają ten sam znak. Dla cząsteczek pośredniej wielkości efekt może zostać wyzerowany. Przejścia przez zero nie obserwuje się w eksperymentach typu ROESY (Rotating-frame nuclear Overhauser effect spectroscopy), gdzie efekt jest zawsze dodatni, a znaki pików korelacyjnych i diagonalnych są zawsze przeciwne.
Jednym z zastosowań NOESY są badania struktury dużych biomolekuł, takich jak białka, w których piki NOE dają tzw. więzy odległości.
Wariantem eksperymentu NOESY jest EXSY (spektroskopia wymienna). Jeżeli któreś z jąder zmienia otoczenie w skali czasu eksperymentu, można również zaobserwować odpowiednie piki korelacyjne.

## Korelacyjne metody wyżej wymiarowe
Można również przeprowadzić eksperymenty 3D i 4D (albo i więcej). Wiele powszechnie stosowanych eksperymentów 3D to eksperymenty z potrójnym rezonansem (ang. triple-resonance), czyli w czasie pomiaru dostajemy zależność pozycji pików od częstości trzech typów jąder, np. 1H, 15N, 13C. Przykładowymi widmami są HNCO, HNCA i HNCOCA, które są często stosowane w NMR białek.